# Varanus priscus
Varanus priscus (též Megalania prisca) je vyhynulý australský varan, který dosahoval délky přes 4,5 metru a hmotnosti kolem 600 kilogramů, je tak považován za největšího suchozemského ještěra, který kdy existoval.

## Validita
Původně byl tento taxon formálně popsán jako jediný zástupce rodu Megalania, ale kromě velikosti se nijak výrazně anatomicky neodlišuje od dnešních varanů (Varanus sensu stricto) a některé recentní studie ho proto řadí přímo do rodu Varanus (např. Pianka and King, 2004).

## Popis
Fosilních nálezů tohoto varana je poměrně málo, nikdy nebyla nalezena kompletní kostra. Varanus priscus obýval celou střední Austrálii, jeho pozůstatky byly nalezeny také v Novém Jižním Walesu a Queenslandu. Vyhynul před asi 40 000 lety. Varanus priscus je příkladem pleistocenní megafauny Austrálie. Podle různých odhadů a rekonstrukcí mohl dospělý varan měřit 4,5 až 7 metrů a vážit 300 až 600 kg, výjimečně snad i přes jednu tunu. Tito varani tedy byli nejméně o polovinu delší než jejich současný příbuzný, varan komodský, a zřejmě mnohem masivnější a silnější. Podle "šavlovitých" zubů se dá usuzovat, že Varanus priscus byl dravý ještěr, pravděpodobně lovil velké vačnatce, ptáky i jiné ještěry, a snad, podobně jako recentní varani, nepohrdl ani mršinou.

## Vyhynutí
Nejmladší známá fosilie V. priscus se datuje do doby před asi 50 000 lety. První obyvatelé Austrálie se tak mohli s tímto obřím varanem ještě setkat. Nelze také vyloučit, že způsobili nebo se alespoň podíleli na jeho vyhynutí.